# Csicsógombás

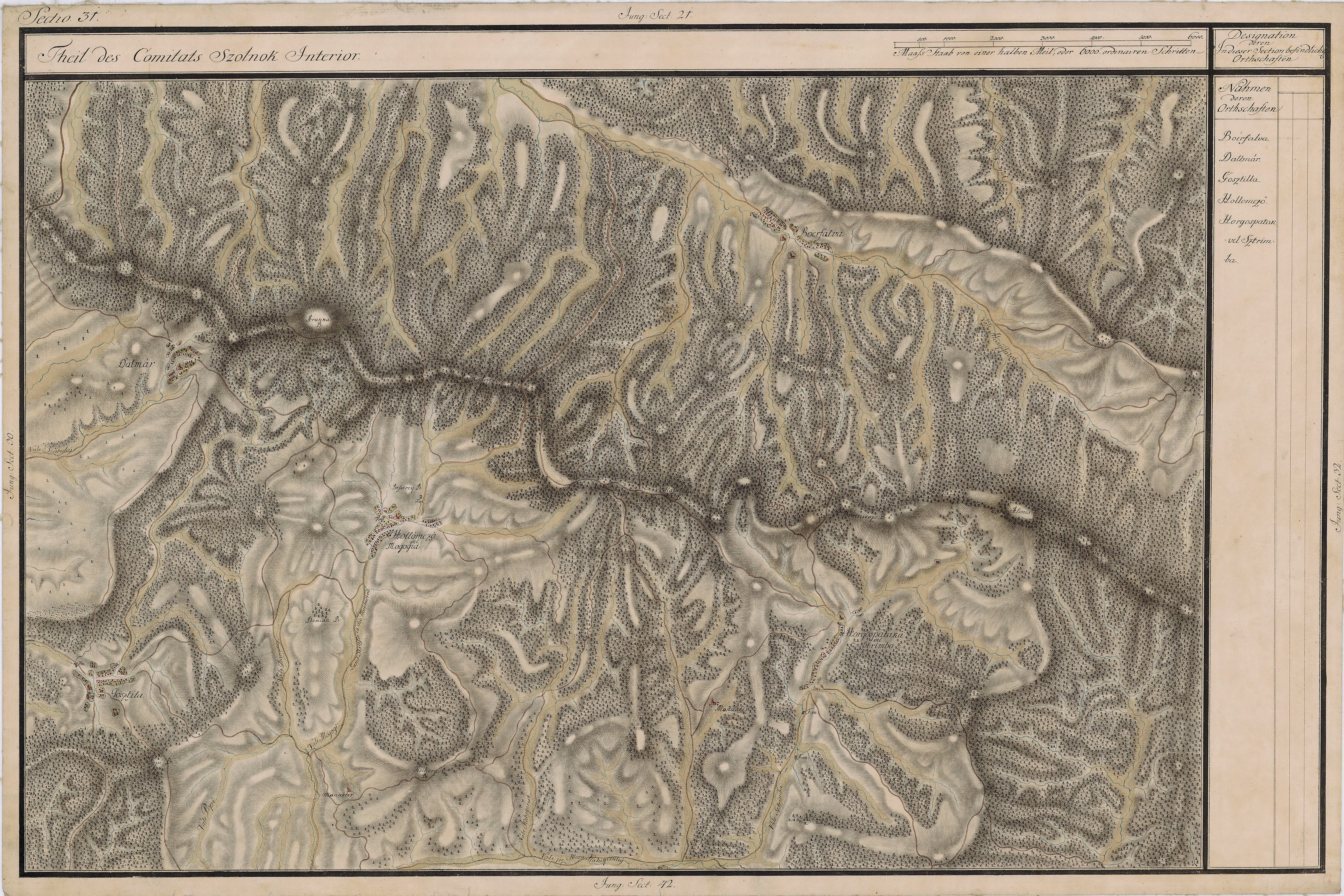
Csicsógombás környéke 1769-1773 között

Csicsógombás település Romániában, Szilágy megyében.

## Fekvése
A Gosztilicza és a Valea Cel Mare (Nagy patak) patak mentén, mely Blenkemezőnél egyesül a falkusai és bábai patakkal, Nagyilondától keletre, Blenkemező és Guga között fekvő település.

## Története
Nevét az oklevelek 1553-ban említették először Gostilla néven. 
1570-ben Costylla, 1599-ben Goztella, 1617-ben Guztillare, 1890-ben Gombás néven írták nevét.
Gombás Csicsóvár tartozéka volt, neve csak 1553-ban fordult elő először a korabeli okiratokban. Egy 1598 évi tanúvallomás is új falunak mondta Gosztillát.
A hagyomány szerint a mostani község közepén egy nagy tó volt, ennek partjára telepedett le a Belk család, majd az 1717 beli tatárjárás után a Máramaros vármegyéből származó Dáncs és Szeván családok és még más családok is itt telepedtek le. Ma is az ő utódaik lakják a falut.
1570-ben II. János király a falut Kővár urának, Hagymási Kristófnak adományozta.
1590-ben Kővárhoz tartozó kincstári birtoknak írták.
1592-ben Báthory Zsigmond e Kővárhoz tartozó birtokot Szentbenedeki Keresztúri Kristóf kővári kapitánynak adományozta.
1617-ben Bethlen Gábor fejedelem e birtokot a Kornis család-nak adományozta.
1649-ben II. Rákóczi György az ekkor Szamosújvárhoz tartozó birtokot Kornis Ferencnek, Kolozs vármegye főispánjának és nejének Wesselényi Katának és gyermekeiknek adta zálogba.
1665-ben Kornis Ferenc birtokán gyermekei megosztoztak, míg a többi részt lánytestvérei Anna (Perényi Gáborné) és Krisztina (Perényi Ferencné) örökölte.
1700-ban gróf Mikes Mihály vette zálogba Perényi Imrétől, Miklóstól és Gábortól, majd Haller Istvánnak engedte át.
1820-ban végzett összeíráskor főbb birtokosai voltak: gróf Kornis Ignácné gróf Teleki Anna, gróf Haller család, Haller János, és a báró Henter család,  báró Henter Antal.
1831-ben a településnek 411 lakosa volt.
1857-ben Gosztilla 593 lakosából 585 görögkeleti, 8 zsidó. A házak száma ekkor 100 volt.
1886-ban 686 lakosa volt, melyből 657 görögkeleti és 11 zsidó.
1891-ben 681 lakosából 1 görögkatolikus, 660 görögkeleti, 20 izraelita volt.
Csicsógombás (Gostilla) a trianoni békeszerződés előtt Szolnok-Doboka vármegye Nagyilondai járásához tartozott.

## Nevezetességek
- Görög keleti kőtemploma a 19. század végén épült, Szent Miklós tiszteletére szentelték fel.
- 17. századi ortodox fatemploma a füzesmikolai kolostorban található.